# Cathédrale Saint-Michel de Lida
Pour les articles homonymes, voir Cathédrale Saint-Michel.
La cathédrale Saint-Michel (en biélorusse : Свята-Міхайлаўскі сабор) est une cathédrale orthodoxe de Lida, en Biélorussie.